# 国際将棋フォーラム
国際将棋フォーラム（こくさいしょうぎフォーラム）は将棋の国際的な普及・発展を目指し、将棋を通じた文化交流・国際親善を目的とした活動。主催は日本将棋連盟。

## 概要
1999年に第1回が開催されて以来、3年に1度の開催になっている。国際的な普及を目指す「国際将棋シンポジウム」と海外の棋士も交えて指す「国際将棋トーナメント」と大きく2つの催しがある。この他、コンピュータ将棋王者決定戦、第2回からは団体戦が行われている。オンラインで行われた2021年分は「国際将棋フェスティバル」として開催された。

## 開催日・開催都市
- 第1回：1999年6月19日から6月20日　日本（東京）[1]。27か国、32名。
- 第2回：2002年10月18日から10月19日　日本（東京）[2]。16か国、16名。
- 第3回：2005年10月22日から10月23日　日本（東京）。19か国、20名。
- 第4回：2008年11月7日から11月10日　日本（天童市）[3]。18か国、20名。
- 第5回：2011年10月27日から10月30日　フランス（リュエイユ＝マルメゾン）[4]。21か国、22名。
- 第6回：2014年12月5日から12月7日　日本（静岡市）[5]。38か国、45名。
- 第7回：2017年10月28日から10月29日　日本（北九州市・北九州国際会議場）。41か国、48名。
- 国際将棋フェスティバル2021：2021年10月15日から10月17日　日本でオンライン開催[6] 国際将棋トーナメント優勝者には藤井聡太三冠との駒落ち記念対局。36か国、40名。
- 国際将棋フォーラム2024：2024年11月7日から11月9日　日本(東京)[7]国際将棋トーナメント優勝者には藤井聡太竜王名人との駒落ち記念対局。45か国、51名。

## 歴代大会優勝者
国際将棋トーナメント 歴代優勝者一覧
第1回 林 隆弘（日本）
第2回 Gert Schnider（オーストリア）
第3回 岡 和俊（日本）
第4回 湯 順傑（中国）
第5回 Jean Fortin（フランス）
第6回 髙橋 晴仁（日本）
第7回 富田 桂次（アメリカ）
第8回 張 京鼎（台湾）
第9回 許 諾（中国）

団体部門（第2回～第3回）
第2回  日本代表チーム
第3回  アメリカ代表チーム